# جوناثان جي
جوناثان جي (بالإنجليزية: Jonathan Gee)‏ هو عازف بيانو ومغني بريطاني، ولد في 6 مارس 1959 في تل أبيب في إسرائيل.

## وصلات خارجية
- جوناثان جي على موقع ميوزك برينز (الإنجليزية)
- جوناثان جي على موقع أول ميوزيك (الإنجليزية)
- جوناثان جي على موقع ديسكوغز (الإنجليزية)